# Елмер Гантрі
«Елмер Гантрі» (англ. Elmer Gantry) — американський художній фільм 1960 року, режисера Річарда Брукса. Екранізація роману Сінклера Льюїса, написаного в 1926 році та опублікованого в 1927 році. Фільм був вшанований кількома американськими кінопреміями.

## Сюжет
Привабливий, опортуністичний, аморальний комівояжер Елмер Гантрі (Берт Ланкастер) випадково потрапляє на збори вірян і розуміє, що може більше заробити на їх релігійних почуттях. Елмер перевтілюється в євангеліста й об'єднує зусилля з сестрою Шерон Фальконер (Джин Сіммонс), виголошуючи пристрасні проповіді, здатні вигнати диявола навіть звідти, де його немає. Проповідуючи в церквах, Елмер набуває статусу, слави і чималих статків. Але все змінюється з появою колишньої коханки Елмера — Лулу Бейнс (Ширлі Джонс), яка під впливом ревнощів готова шантажувати та поділитися таємницями про минуле «проповідника» …

## Ролі виконують
- Берт Ланкастер — Елмер Гантрі
- Джин Сіммонс — сестра Шерон Фальконер
- Артур Кеннеді — Джим Лефертс
- Дін Джаггер — Вільям Л. Морган
- Ширлі Джонс — Лулу Бейнс
- Патті Пейдж — сестра Рахіль

## Навколо фільму
- Оскільки роман Сінклера Льюїса був дуже суперечливим для свого часу, жодна студія спочатку не хотіла фінансувати фільм.
- Коли Сінклер Льюїс довідався, що Річард Брукс зацікавлений в адаптації його роману, він попросив Брукса прочитати всю критику про книгу та використати її як спосіб покращити сценарій.
- Фільм входить до списку 1998 року Американського інституту кіно з 400 фільмів, номінованих на 100 найкращих американських фільмів.
- До сцен пожежі були залучені 200 каскадерів і 1200 статистів.

## Нагороди
- 1960 Премія Національної ради кінокритиків США:
  - за найкращу жіночу роль другого плану[en] — Ширлі Джонс
  - 10-ка найкращих фільмів[en] — N 6.
- 1960 Премія Товариства кінокритиків Нью-Йорка:
  - найкращому акторові[en] — Берт Ланкастер
- 1961 Премія «Оскар» Академії кінематографічних мистецтв і наук (США):
  - за найкращу чоловічу роль — Берт Ланкастер
  - Премія «Оскар» за найкращу жіночу роль другого плану — Ширлі Джонс
  - за найкращий адаптований сценарій — Річард Брукс
- 1961 Премія «Золотий глобус» Голлівудської асоціації іноземної преси:
  - за найкращу чоловічу роль в драмі — Берт Ланкастер
- 1961 Премія «Лаврова нагорода»[en] (Laurel Awards):
  - Золота лаврова нагорода за найкращий драматичний фільм (Golden Laurel Top Drama)
  - Золота лаврова нагорода за найкращу драматичну чоловічу роль (Golden Laurel Top Male Dramatic Performance) — Берт Ланкастер
  - Золота лаврова нагорода за найкращу жіночу роль другого плану (Golden Laurel Top Female Supporting Performance) — Ширлі Джонс
- 1961 Премія Гільдії сценаристів Америки (США):
  - за найкраще написану драму[en] — Річард Брукс